# Phyllonorycter sorbicola
Phyllonorycter sorbicola là một loài bướm đêm thuộc họ Gracillariidae. Nó được tìm thấy ở Nhật Bản (Hokkaido và Shikoku) và vùng Viễn Đông Nga.
Sải cánh dài 6–7 mm.
Ấu trùng ăn Sorbus matsumurana, Sorbus commixta, Sorbus alnifolia, Prunus avium, Malus pumila và Malus asiatica. Chúng ăn lá nơi chúng làm tổ. The mine is ptychonomous và located on the lower surface of the leaf.